# نورثأفون (دائرة انتخابية في المملكة المتحدة)
نورثأفون (بالإنجليزية: Northavon)‏ هي إحدى الدوائر الانتخابية في المملكة المتحدة الممثلة في مجلس العموم في برلمان المملكة المتحدة.
عضو البرلمان الذي يمثلها حالياً هو :Prof Steve Webb (LD).